# برودي هولاند
برودي هولاند (بالإنجليزية: Brodie Holland)‏ هو لاعب كرة قدم أسترالية أسترالي، ولد في 3 يناير 1980 في Glenorchy, Tasmania ‏ في أستراليا.

## وصلات خارجية
- برودي هولاند على موقع AustralianFootball.com (الإنجليزية)
- برودي هولاند على موقع AFLtables.com (الإنجليزية)
- برودي هولاند على موقع IMDb (الإنجليزية)